# Heart Like Mine
«Heart Like Mine» —en español: «Corazón como el mío»— es una canción coescrita y grabada por la cantante de música country Miranda Lambert. Fue lanzado en enero de 2011 como el quinto y último sencillo de su tercer álbum Revolution. La canción fue escrita por Lambert, Ashley Monroe y Travis Howard.

## Video musical
El video musical fue dirigido por Justin Luffman, estrenado en CMT el 21 de enero de 2011. El video es una interpretación acústica de la canción, tomada de DVD de Lambert Revolution: Live by Candlelight.

## Rendimiento en las listas
«Heart Like Mine» debutó en el número 58 en la lista Billboard Hot Country Songs de Estados Unidos para la semana que termina el 8 de enero de 2011. También debutó en el número 95 en la lista Billboard Hot 100 para la semana del 26 de febrero de 2011, y en el número 95 en Canadian Hot 100 para la semana del 2 de abril de 2011. La canción se convirtió en el segundo número uno del sencillo hit de Lambert en la lista Hot Country Songs de la semana del 28 de mayo de 2011.
| Listas (2011)                      | Mejor posición |
| ---------------------------------- | -------------- |
| Estados Unidos (Hot Country Songs) | 1              |
| Estados Unidos (Billboard Hot 100) | 44             |
| Canadá (Canadian Hot 100)          | 69             |

### Posición fin de año
| Listas (2011)                            | Posición |
| ---------------------------------------- | -------- |
| Estados Unidos Country Songs (Billboard) | 17       |